# Atík Rahímí
Atík Rahímí, angl. Atiq Rahimi (* 1962, Kábul) je francouzský spisovatel afghánského původu a filmový dokumentarista, v roce 2008 oceněný Goncourtovou cenou, nejvýznamnějším francouzským literárním oceněním.

## Osobní život
Narodil se v Kábulu do rodiny státního úředníka. Zde navštěvoval francouzské lyceum Lycee Isteqlal, poté vystudoval francouzskou literaturu na kábulské univerzitě. Po Sovětské invazi do Afghánistánu v roce 1979 uprchl do Pákistánu, kde žil jeden rok, a poté mu byl udělen politický azyl ve Francii. Na pařížské Sorbonně získal doktorát z literatury. Poté natočil sedm dokumentárních filmů a několik dalších komerčních snímků pro francouzskou televizi.
Na konci 90. let se začal věnovat psaní a na přelomu milénia vydal svou knižní prvotinu Země a popel (2000), která se stala bestsellerem v Evropě a Jižní Americe. Film vzniklý na základě románu, režírovaný autorem, byl v roce 2004 oceněn Prix du Regard vers l'Avenir na Filmovém festivalu v Cannes. Snímek na různých festivalech a přehlídkách získal dvacet pět cen.
V listopadu 2008 obdržel prestižní literární Goncourtovu cenu za román Kámen trpělivosti (Syngué sabour. Pierre de patience). Jedná se o jeho čtvrtou knihu, ale první, která byla napsána ve francouzštině. První tři jsou psány v afghánské perštině.
V roce 2002 se vrátil do rodného Afghánistánu a stal se poradcem u tamní největší mediální skupiny Moby Group, v jejímž rámci se podílí na vzniku pořadů z rodné země. Podílel se také na výchově nové generace afghánských filmařů a režisérů. Je autorem první afghánské mýdlové opery „Raz ha een Khana“ (Tajemství tohoto domu), která získala v říjnu 2008 Zvláštní cenu na udílení Drama Awards v Soulu.
Má dvojí státní občanství afghánské a francouzské. Žije střídavě v Paříži a Kábulu.

## Výbor z díla
- 2002 – Země a popel, ISBN 80-204-0950-5
- 2005 – Le Retour imaginaire, Paříž
- 2009 – Tisíc domů snu a hrůzy, ISBN 978-80-86603-35-3
- Kámen trpělivosti (Syngué Sabour. Pierre de patience, 2008), předpokládané české vydání 2010.